# Kronika Ruchu Rewolucyjnego w Polsce
Kronika Ruchu Rewolucyjnego w Polsce. Kwartalnik poświęcony dziejom walk o niepodległość i socjalizm – kwartalnik ukazujący się w latach 1935–1939 w Warszawie. Wydawcą był Zarząd Główny Stowarzyszenia Byłych Więźniów Politycznych. Periodyk był poświęcony historii polskiego ruchu robotniczego i dziejom najnowszym.